# Trimerotropis occidentaloides
Trimerotropis occidentaloides là một loài côn trùng thuộc họ Acrididae. Đây là loài đặc hữu của Hoa Kỳ.